# Toyota Sprinter Marino
Toyota Corolla Ceres, Toyota Sprinter Marino — автомобиль фирмы Toyota, выполненный в кузове хардтоп, на базе автомобилей Toyota Corolla/Toyota Sprinter, выпускался исключительно для внутреннего рынка Японии с 1992 по 1998 годы.
Отличие между Ceres и Marino заключается в форме передней и задней оптики и капота. В остальном модели идентичны.

## История
В мае 1992-го года, на базе появившегося годом ранее пятого поколения (AE10#) — купе Corolla Levin/ Sprinter Trueno было начато производство моделей-близнецов Corolla Ceres/ Sprinter Marino. Те годы были пиком популярности 4-х дверных хардтопов, мода на которые началась в Японии во второй половине 80-х годов.  Конструкция кузова была выполнена с учетом новейших по тем временам, требований безопасности при столкновении CIAS.
Модель имела четырёхдверный кузов с дверями без оконных рамок, но c центральной стойкой. Машина оснащалась тремя типами двигателей А-серии: 1,5л (5A-FE) и двумя вариантами 1,6л (4A-FE, 4A-GE 20V), ручной или автоматической коробкой передач. Привод только передний. Соответственно типам устанавливаемых двигателей существовало три базовых модификации:
F type — с 1,5 литровым шестнадцатиклапанным двигателем (105ps при 6000rpm/13,8kgm при 4800rpm). Комплектация предусматривала достижение максимального удешевления и экономичности — 13 дюймовые колеса, рычажная панель управления отопителем и кондиционером и отсутствие стабилизатора поперечной устойчивости спереди, механическая коробка передач или простой автомат с режимом овердрайв.
X type — с 1,6 литровым шестнадцатиклапанным двигателем (115ps при 6000rpm / 15.0kgm при 4800rpm). Комплектация среднего уровня, предусматривавшая практически все из доступного, — 14 дюймовые колеса, кнопочная панель управления отопителем и климат контролем, механическая коробка передач или автомат с электронным управлением.
G type — с 1,6 литровым двадцатиклапанным двигателем, (160ps при 7400rpm / 16,5.0kgm при 5200rpm) оснащенным системой изменения фаз газораспределения VVT. Комплектация максимального уровня, в стандарте велюровый салон, и прочие мелочи предусмотренные списком дополнительного оборудования для младших модификаций. Более жёсткие амортизаторы и пружины, дисковые тормоза на задних колесах, верхняя распорка между чашками передней подвески и двухтрубный глушитель. Внешне мощный Ceres/Marino с 4A-GE можно определить по этому глушителю, задним дисковым тормозам и бортовым наклейкам Twin cam 20 — никаких шильдиков в задней части автомобиля для обозначения различных модификаций не предусматривалось.
Даже самая дешёвая комплектация F-type имела электрические стеклоподъёмники на всех дверях, тканевую обивку дверей и сидений, окрашенные в цвет кузова бамперы и корпуса зеркал заднего вида, центральный замок, регулируемые по высоте руль и сиденье, тахометр, раскладывающееся заднее сиденье — потому что более простых вариантов не было предусмотрено. Список дополнительного оборудования был довольно обширен — 4-х канальная ABS, airbag на месте водителя, задний спойлер, стеклоочиститель заднего стекла, литые диски, люк с электроприводом, электропривод регулировок водительского сиденья, информационный мультидисплей, звуковая система с 8 динамиками Super Live Sound System или более простая Live Sound System с 6 динамиками, навигационная система.
Практически полный список дополнительного оборудования разом предусматривал пакет «Extra package» (для F-type с ограничениями): информационный мультидисплей, стеклоочистители с прерывистым режимом спереди и сзади, электропривод складывания зеркал, подсветка замка зажигания и другие полезные мелочи. Персонально для Х-type существовал пакет «Sport selection»: руль и рычаг МКПП с кожаной обшивкой, велюровый салон и задний спойлер делавший внешний вид неотличимым от более дорогой модификации G-type.
Различные комбинации модификаций, комплектаций, окраски кузова выпускались ограниченными тиражами: F Limited, X Limited, а окрашенные эффектным чёрным металликом даже получили имя собственное — Black Ceres (Black Marino)! Ограниченные тиражи выпускались всего несколько раз в определённые месяцы в году и обязательно обозначались соответствующими бортовыми наклейками. Например Black Ceres (Black Marino) выпускались строго в период с декабря 1992, 1993, 1994 и по апрель следующего года.
Традиционный для моделей TOYOTA фейслифтинг для Ceres/Marino наступил в мае 1994 г. Изменений во внешнем виде практически не произошло — у Ceres, круглая эмблема, которая раньше была на капоте, стала продолговатой формы и переместилась на середину видоизменённой решётки радиатора. Кроме того, линзы сигнала поворота в переднем бампере у Ceres стали бесцветными, а на Marino измена форма бампера в передней части. Полностью другой стала решётка радиатора на Marino, изменилась эмблема. На обеих моделях полностью изменены задние фонари. Кузовные панели остались неизменными. После этих изменений внешний вид машин не менялся до окончания выпуска в августе 1998 г.
Более серьёзные изменения в конструкции произошли ровно через год, в мае 1995 г., с началом выпуска новой базовой модели AE11#. Модификации подверглись двигатели, элементы подвески. F-type стал оснащаться модернизированным мотором 5A-FE с меньшей мощностью, но немного более тяговитым (100 ps при 5600 rpm/14 kgm при 4400 rpm), механическая коробка передач получила изменённые передаточные числа, что улучшило экономичность. На G-type стали ставить модернизированный двадцатиклапанник 4A-GE (165 ps при 7800 rpm/16,5 kgm при 5600 rpm) и выхлопную систему с одним глушителем.
С апреля 1996 г. элементы пассивной безопасности, ранее устанавливаемые как опции, ABS и подушка безопасности водителя, стали стандартным оборудованием. С апреля 1997 г стала стандартной и подушка безопасности пассажира.
В 1997 году были внесены последние усовершенствования в конструкцию модели. Дошла очередь до модификации мотора 4A-FE на Х-type, который, как и его полуторалитровый собрат, стал чуть менее мощным и оборотистым, но более тяговитым (110 ps при 5800 rpm/15,2 kgm при 4600 rpm). На G-type стали ставить шестиступенчатую коробку передач со сближенными передаточными числами и более короткой главной парой.
С середины 1997 г.выпуск Ceres/Marino постепенно сворачивался и в августе 1998 г, был окончательно прекращен.